# بلاکلیک (اوهایو)
بلاکلیک (به انگلیسی: Blacklick) یک منطقهٔ مسکونی در ایالات متحده آمریکا است که در شهرستان فرانکلین، اوهایو واقع شده‌است.